# Casa Gasch
La Casa Gasch és un habitatge al nord-est del nucli urbà de la població de Cadaqués (l'Alt Empordà), de camí al puig de sa Guineu, a la punta d'en Noves. Es troba orientada a mar, davant de l'illa de Portlligat. Es tracta d'una casa aïllada de planta més o menys rectangular, formada per tres cossos adossats distribuïts només per planta baixa, minimitzant així l'impacte visual de l'edificació amb relació a la costa cadaquesenca. Les cobertes són totes a dues vessants de teula, exceptuant el porxo situat a l'extrem oest de l'edifici principal, que presenta una sola vessant.
La façana sud, orientada a mar, presenta uns grans finestrals d'obertura rectangular que donen sortida a una terrassa pavimentada, mentre que la resta de façanes presenten finestres més petites, d'obertura quadrada i rectangular, amb les llindes i els ampits bastits amb fines lloses de pissarra i de mida més petita que les anteriors.
Tota la construcció està bastida amb pedra pissarra de la zona, tallada formant petits blocs regulars, i disposada a plec de llibre. Des del jardí de la finca hi ha sortida a una petita cala.